# 薩姆欽齊 (涅米羅夫區)
48°52′13″N 29°2′4″E / 48.87028°N 29.03444°E
薩姆欽齊（烏克蘭語：Самчинці），是烏克蘭西南部的村莊，隸屬文尼察州的文尼察區。該村面積1.41平方公里，海拔高度203米，2001年人口108，人口密度每平方公里76.87人。